# Hespagarista spilota
Hespagarista spilota är en fjärilsart som beskrevs av Jordan 1913. Hespagarista spilota ingår i släktet Hespagarista och familjen nattflyn. Inga underarter finns listade i Catalogue of Life.